# Claudio Zulianello
Claudio Zulianello, né le 29 mai 1965, est un joueur de volley-ball argentin.

## Carrière
Claudio Zulianello participe aux Jeux olympiques de 1988 à Séoul et remporte la médaille de bronze avec l'équipe argentine composée de Daniel Castellani, Esteban Martinez, Alejandro Diz, Daniel Colla, Carlos Weber, Hugo Conte, Waldo Kantor, Raul Quiroga, Jon Uriarte, Esteban de Palma et Juan Cuminetti.